# سیمجوریان

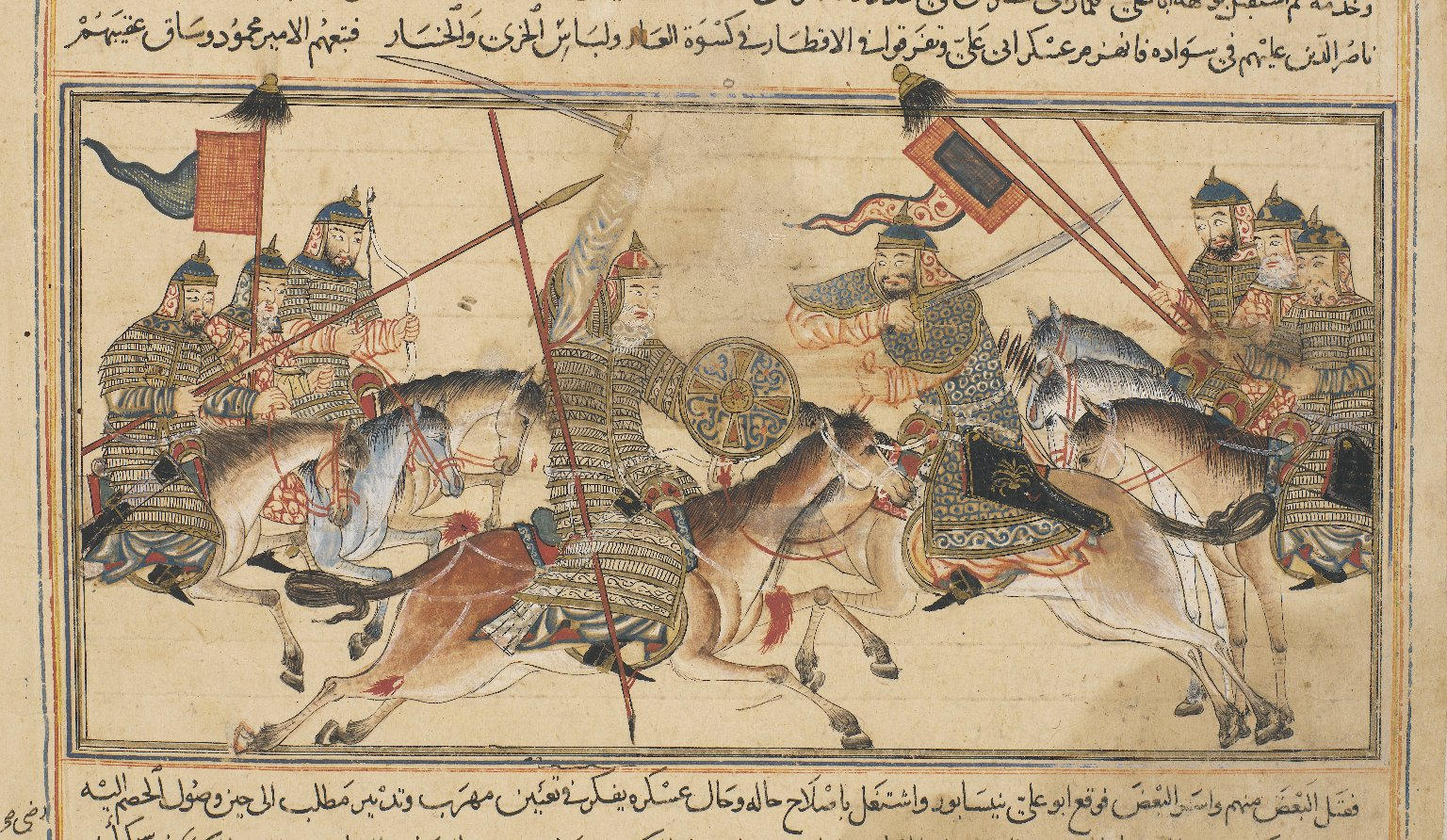
اثر هنری نبرد محمود غزنوی و ابوعلی سیمجوری. تاریخ قبل از سال ۱۳۱۸

سیمجوریان نام خاندانی ترک‌تبار است که زمانی بر قهستان و نیشابور فرمان می‌راندند و در خراسان دارای جایگاه بلندی بودند. این خاندان نفوذ بسیاری در دولت سامانی داشتند ولی با فروپاشی سامانیان و برپایی غزنویان جایگاه سترگ پیشین خود را از کف دادند.
بنیادگذار این خاندان سیمجور دواتی بود. او در دستگاه اسماعیل بن احمد سامانی به سرداری رسید و در جنگ با علویان در گرگان سالاری سپاه را داشت. در ۲۹۸ هجری از سوی سامانیان به سیستان لشکر کشید و آنجا را از دست دودمان صفاری به درآورد و چندی پس از آن فرمانروایی آن سامان را به دست آورد. در آینده او به فرمانروایی هرات و ری نیز گسیل شد.
از دیگر سیمجوریان ابراهیم سیمجور بود که در روزگار نوح دوم سامانی به فرمانروایی خراسان رسید. همچنین پسر ابراهیم -ابوالحسن سیمجور- و نواده‌اش ابوعلی سیمجور چندی بر خراسان فرمان‌راندند. ابوعلی سیمجور در نبرد با سبکتکین شکست خورد و کشته شد. ابوالقاسم سیمجور نیز که برادر ابوعلی بود به بوییان پناه برد.